# John Stevens (baron Stevens de Kirkwhelpington)
Pour les articles homonymes, voir John Stevens, Stevens et Brodie.
John Arthur Stevens (né le 21 octobre 1942) est commissaire de police de la métropole (chef du service de police métropolitain) de 2000 à 2005. De 1991 à 1996, il est chef de police de la police de Northumbria avant d'être nommé inspecteur de police de Sa Majesté en septembre 1996. Il est ensuite nommé commissaire adjoint du Met en 1998 jusqu'à sa promotion au poste de commissaire en 2000. Il est chroniqueur pour le News of the World, jusqu'à sa démission lors du scandale du piratage informatique .
Il siège à la Chambre des lords en tant que crossbencher.

## Carrière policière
Stevens fait ses études au St. Lawrence College de Ramsgate, à l'Université de Leicester où il obtient un LL.B et l'Université de Southampton, où il fait son MPhil. Avant de devenir chef de police de Northumbria, il est chef de police adjoint de la police du Hampshire (1986-1988) et chef de police adjoint de la police de Cambridgeshire (1988-1991).
Il préside une enquête de police externe sur des allégations en Irlande du Nord de collusion entre l'armée britannique, la Royal Ulster Constabulary et des loyalistes dans les meurtres de nationalistes irlandais. Le troisième rapport de Stevens, publié le 17 avril 2003, confirme cette affirmation et déclare explicitement qu'une collusion menant au meurtre de nationalistes (et de certains unionistes considérés à tort comme catholiques ou nationalistes) a eu lieu. Au lendemain du rapport, David Trimble, alors chef du Parti unioniste d'Ulster, appelle à une enquête parlementaire sur la collusion, tandis que les dirigeants du SDLP et du Sinn Féin réclament une enquête publique complète. Un examen ultérieur ordonné par le gouvernement par Desmond de Silva, annoncé en décembre 2012, confirme les conclusions des enquêtes Stevens 1, 2 et 3 concernant la collusion entre les groupes paramilitaires loyalistes et les services de renseignement britanniques dans les meurtres en Irlande du Nord, qui ont abouti à 97 condamnations. Un grand nombre de recommandations du rapport sont reprises.

## Après la retraite
Après sa retraite en tant que commissaire de police de la métropole, le 6 avril 2005, il est créé pair à vie en tant que baron Stevens de Kirkwhelpington, de Kirkwhelpington dans le comté de Northumberland. Il dirige une enquête de la police métropolitaine, l'opération Paget, sur la mort de Diana, princesse de Galles, le 31 août 1997, qui rend ses conclusions en 2006.
Lord Stevens est sollicité par les conservateurs, sous David Cameron, pour être leur candidat aux élections du Maire de Londres. Il décline cette offre .
Le 29 juin 2007, devenu l'un des principaux experts britanniques en matière de sécurité, il est nommé par le nouveau Premier ministre Gordon Brown comme conseiller principal sur les questions de sécurité internationale . David Cameron nomme Stevens président du comité de police des frontières en 2007, un poste qu'il occupe pendant 9 mois en se concentrant sur la réorganisation et la police des frontières du Royaume-Uni. En 2011, il est nommé par Yvette Cooper, secrétaire d'État fantôme aux Affaires intérieures, pour présider une commission de police indépendante sur l'avenir de la police en Angleterre et au Pays de Galles.
La Commission, qui rend ses conclusions au printemps 2013, est mise en place à la place d'une Commission royale et est composée de près de 40 membres, tous experts dans les domaines universitaire, politique, de la police/sécurité nationale et internationale ainsi que des chiffres clés d'initiatives communautaires et d'entreprises.
Lord Stevens devient président d'honneur de la Police Credit Union en 2007 .
Il est également parrain de la Police History Society .
Lord Stevens occupe des postes dans un certain nombre de sociétés de conseil en sécurité . Depuis 2014, il est Président du cabinet d'investigation privée et de conseil en sécurité Quest Global Limited, où il est également une personne ayant un contrôle important.
Il est titulaire de la Médaille de la police de la Reine dans les distinctions honorifiques du Nouvel An 1992 et est fait chevalier dans les distinctions honorifiques du Nouvel An 2000 et nommé lieutenant adjoint de Londres en 2001. En 2002, il est fait Chevalier de l'Ordre de Saint-Jean.
En avril 2007, Lord Stevens est devenu commodore honoraire de l'air du 3e escadron de police de l'armée de l'air (Royal Auxiliary). Il est le colonel honoraire de la Force des cadets de l'Armée de Northumbria. Le 28 novembre 2005, il est nommé chancelier de l'Université de Northumbria.
Il est membre du Wolfson College de Cambridge et professeur invité à la City University of New York (CUNY).
Lord Stevens détient une licence de pilote professionnel et est copropriétaire de plusieurs aéronefs .